# Skuff

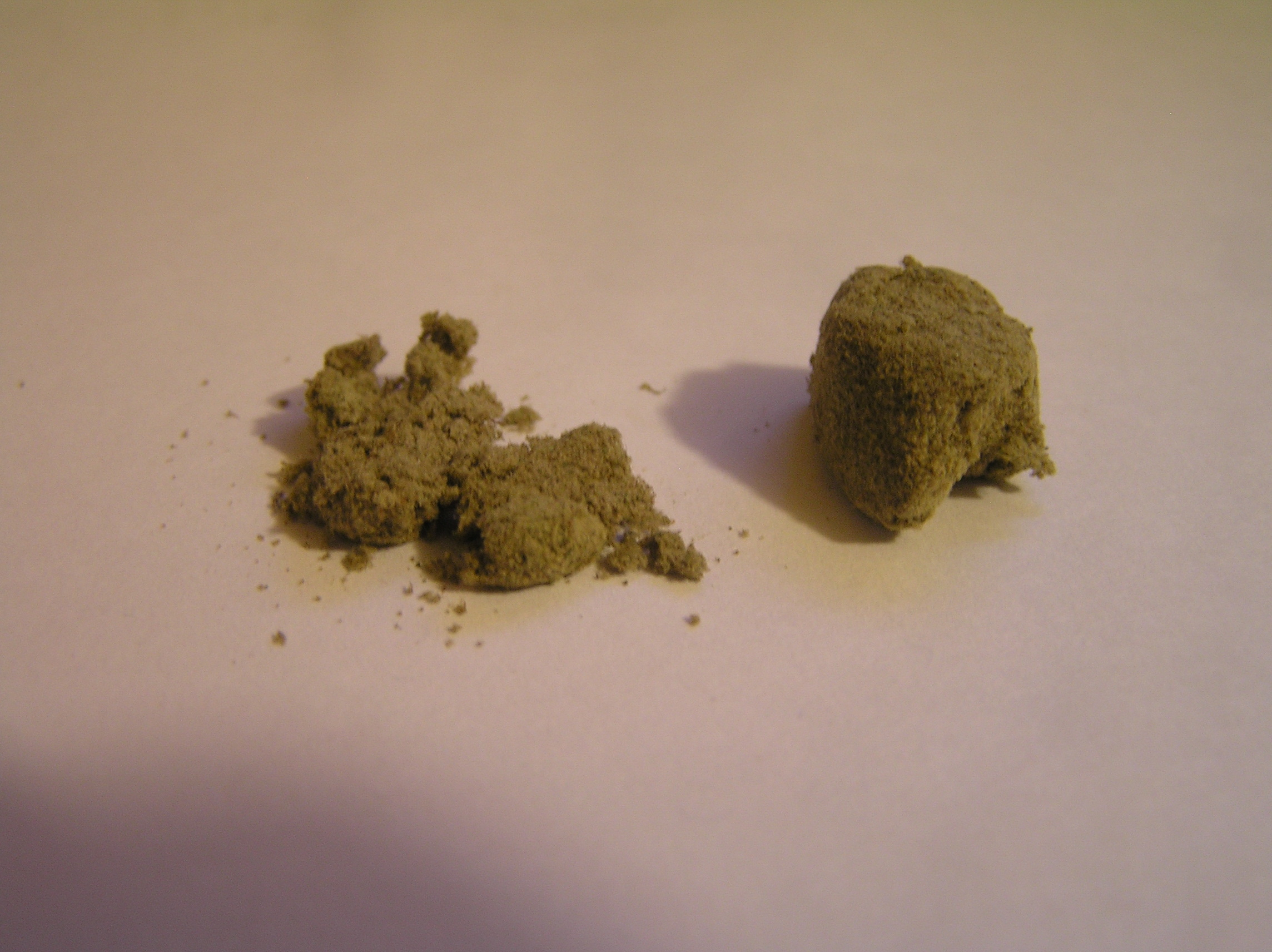
Twee brokjes skuff (samen ca. 0,75 gram): een heel en een verkruimeld brokje.

Skuff is de naam voor de THC-kristallen verkregen van de toppen en/of de kristalrijke bladeren van een wietplant wanneer deze toppen en bladeren (licht) worden vermalen en het maalsel wordt gezeefd door een fijne zeef.

## Samenstelling
Skuff of kief is geen 'pure THC' zoals weleens wordt gezegd, maar het zijn de trichomen van de plant. Dit is als het ware de hars van de plant en bevat niet alleen maar (de hoogste concentratie) THC maar ook andere stoffen zoals CBD, THCV en CBDV. Het is wel erg geconcentreerd en geeft heftigere effecten dan gewone wiet. Het kan verkregen worden door de marihuana te drogen en schudden, of middels een proces van vriesdrogen. Dit wordt gedaan zodat de trichomen hard worden en dus niet meer kleverig zijn. Als de trichomen hard zijn, kunnen ze gemakkelijker worden gescheiden van de plant. Dit gebeurt onder andere door het er simpelweg af te slaan (zoals dat gedaan wordt in Marokko in het Rifgebergte om hasj te maken) met een halve frisdrankfles met panty erover, of door middel van water en ijs. De zogenaamde Ice-o-Lator is het product wat je hierbij helpt (hiervan komt alleen geen skuff, maar de substantie wordt direct als hasj bestempeld na droging). Er zijn ook andere methoden zoals het scheiden met alcohol etc. Maar die worden minder toegepast aangezien deze erg duur zijn, omdat het alleen met erg pure alcohol tot een goed einde gebracht kan worden. Met alcohol de kristallen extraheren wordt ook wel 'AHO' genoemd, een variant van de honey bee oil (HBO) en deze methode resulteert in een stroperig, olieachtig product (dat verboden is in Nederland vanwege zijn zeer hoge THC-gehalte van ca. 80%). Als skuff een groene kleur heeft, is het te grof gezeefd en zitten er plantenresten in. De skuff is dan minder puur. Normale skuff is bruin. Hoe puurder de skuff, hoe witter het oogt. Hoe fijner de zeef is, hoe witter de skuff wordt. Als de skuff uit een zeef komt, wordt de hasj hiervan vaak polm genoemd, maar skuff wordt ook verkocht onder andere namen (superpolm, zero zero).

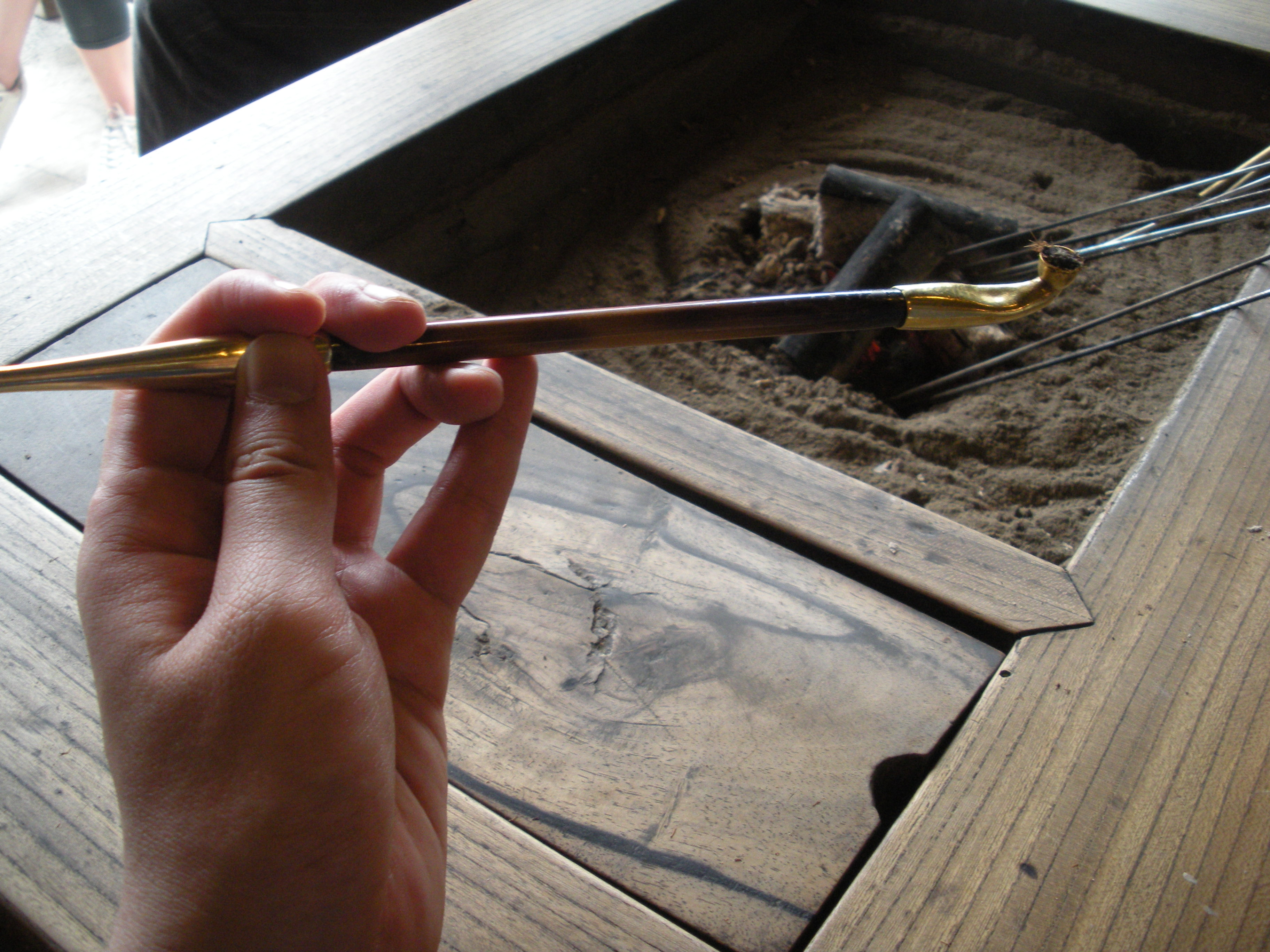
Japanse miniatuurpijp, Kiseru

## Gebruik
Van skuff kan hasj worden gemaakt door het te persen (sporadisch samen met hasj-olie). Het kan hierna op verschillende manieren worden geconsumeerd, het kan gerookt worden (in een joint, bong of vaporizer) of het kan worden opgelost in dierlijk of plantaardig vet en daarna opgegeten worden (spacecakes zijn hier een welbekend voorbeeld van).